# Ian O'Brien
Ian Lovett O'Brien (Wellington, Nueva Gales del Sur, 3 de marzo de 1947) es un exnadador australiano de estilo braza de la década de 1960, que ganó los 200 m en esa modalidad en los Juegos Olímpicos de 1964 en Tokio, batiendo el récord mundial. O'Brien ganó cinco medallas de oro en los Juegos de la Mancomunidad y se atribuyó un total de nueve títulos individuales y seis títulos en relevos en el Campeonato de Australia, antes de su retirada a los 21 años de edad, debido a problemas económicos.
O'Brien, quien prometía mucho desde pequeño, fue enviado a Sídney para entrenar con un reconocido entrenador, Forbes Calile, y su ayudante en estilo braza, Terry Gathercole. Compitió en su primer campeonato nacional en 1962 con 15 años, cuando ganó los 200 m braza para así ser seleccionado para los Juegos del Imperio Británico y de la Mancomunidad de 1962 en Perth (Australia). Fue aquí donde ganó tanto los 100 como los 200 m braza y los 4 × 110 m en relevos combinados. Ganó ambas pruebas de estilo braza en el Campeonato de Australia, logrando de nuevo la misma hazaña durante los tres años siguientes. En 1964, O'Brien fue a las Olímpiadas de Tokio y se situó tercero en la clasificación de los 150 m para obtener la medalla de oro. Se sumó, además, una medalla de bronce en relevos combinados. O'Brien defendió exitosamente sus dos títulos en estilo braza en los Juegos del Imperio Británico y de la Mancomunidad de 1966 que se celebraron en Kingston (Jamaica), antes de retirarse para ayudar a su familia. La federación le insistió para que regresara a las Olimpiadas de Verano de 1968 en México D.F., pues Australia no tenía para entonces ningún nadador de estilo braza. Tras una dieta de choque, se posicionó en sexto lugar en los 100 m, pero no consiguió clasificarse para la final de los 200 m. Entonces se retiró y entró a formar parte de la industria de la televisión.

## Inicios
O'Brien creció en el pueblo rural de Wellington, que se encuentra situado a 360 km de Sídney.  Ninguno de sus padres era nadador experto. Su padre, Roy, solo conocía un estilo (el estilo braza) y su madre, Thelma, no tomó su primera clase de natación hasta que cumplió 55 años. La hermana de O'Brien, Anne, fue una nadadora de mucho talento durante su niñez, sin embargo ella prefirió la equitación. La piscina municipal era una instalación anticuada que no tenía ningún tipo de sistema de bombeo y solo era drenada manualmente una vez a la semana. Con cuatro años, O'Brien tomó sus primeras lecciones de natación del programa local de “Aprende a Nadar”. No había muchas actividades no deportivas para los niños en Wellington. O'Brien jugó al baloncesto y en la liga de rugby, hizo atletismo, natación y montó a caballo. En 1954, una piscina tratada con cloro fue construida en la ciudad, dando lugar a la formación del Club de Natación de Wellington. A la edad de 10, comenzó la natación competitiva bajo los entrenamientos de Bert Eslick, y compitió en unos eventos de natación escolar celebrados en Dubbo, Bathurst y Orange.
Después de que O’Brien  ganara  todas las pruebas de natación de braza en los campeonatos del país, su padre lo llevó a la piscina de Ryde en Sídney en 1960, para que Forbes Carlile y su asistente (el campeón del récord mundial de natación de braza ya retirado Terry Gathercole.)lo entrenaran. Carlile era considerado como el más destacado entrenador de natación en Australia en aquellos tiempos. A los 13 años, o’Brien ya era un adolescente corpulento que pesaba 82,6 kg. Solo entrenaba con Gathercole durante las vacaciones, cuando su padre podía llevarlo a Sídney; Jim Wilkins, un cura católico de Bathurst lo supervisaba siguiendo el programa de Gathercole mientras estaba en el campo. En un año, O’Brien pasó de ser un campeón de competiciones escolares a ser un atleta a nivel nacional, a pesar de la muerte de su padre ese mismo año.

## Debut internacional
En 1962, O'Brien fue seleccionado en el equipo de natación australiano a los 15 años cuando ganó los 200 m de braza en su primer campeonato australiano en un tiempo de 2 min 41,8 s. Añadió un segundo oro siendo parte del equipo de Nueva Gales del sur que ganó el 4 × 100 m de relevo combinado en un tiempo  de 4 min 18,3 s. Sus actuaciones le hicieron ser seleccionado para los Juegos de la Mancomunidad de 1962 en Perth. En su primera competición internacional, ganó el oro en cada una de sus tres categorías. Compitió en los 100 m y 200 m braza ganando a su compañero australiano William Burton en ambas categorías con los tiempos de 1 min 11,4 s and 2 min 38,1 s respectivamente. Más tarde, completó su campaña con una victoria en el 4 × 100 m de relevo combinado con Julian Carroll, Kevin Berry y David Dickson para completar la carrera en un tiempo de 4 min 12,4 s.
En 1963, O'brien consiguió ganar los 200 m braza en los campeonatos australianos, además de fijar su mejor marca en ambas pruebas y fue un miembro del equipo de Nueva Gales del sur, el cual ganó el relevo combinado. Sus actuaciones le permitieron ser seleccionado para una gira por el extranjero a Europa con el equipo australiano y competir en la Unión Soviética, Alemania e Inglaterra antes de visitar Japón y Hong Kong. O'Brien defendió su doble brazada en los campeonatos australianos de 1964, reduciendo sus tiempos en 1 min 8,1 s y 2 min 32,6 s para los 100 m y los 200 m braza respectivamente. Remató su campaña con una tercera victoria consecutiva de relevo combinado con el equipo de Nueva Gales del Sur. En un año había reducido sus tiempos en las dos pruebas en más de un 3%. Como O’Brien era reconocido como el mejor nadador de braza de Australia, fue seleccionado para los Juegos Olímpicos de Tokio 1964. O’brien se unió al resto del equipo para la concentración nacional antes de las olimpiadas de Ayr (Australia) en el norte de Queensland, donde fue entrenado por el entrenador principal Don Talbot.
O'Brien calificó a Talbot de “tirano”, pero creyó que la experiencia era inestimable.

## Medalla de oro olímpica
Cuando llegó a Tokio,  O'Brien fue nominado en la prueba de 200 m y en el relevo combinado; (la prueba de 100 m aún no se había incluido en el programa olímpico). Los favoritos para los 200 m estilo braza eran  Chet Jastremskide los Estados Unidos, el poseedor del récord mundial, y Georgy Prokopenko de la Soviet Union. Gathercole modeló la técnica de O'Brien inspirándose en  la de Jastremski, intentando perfeccionarla y pulirla. Años después de que O'Brien se retirara, Harry Gallagher  declaró: “Ian O'Brien tiene un estilo casi impecable y es un gran ejemplo para los jóvenes australianos de cómo copiar”. O'brien era conocido por la fuerza que su torso generaba, y por sus fuertes patadas; experimentos de la ciencia del deporte mostraron que su salto vertical era particularmente fuerte. O'Brien también fue conocido por su eficiente salida. A menudo obtenía una ventaja de aprpoximadamente un metro desde que saltaba y se deslizaba debajo del agua en la salida, y era capaz de completar 50 m en 31 s.
Durante las últimas sesiones de entrenamiento en Tokio, Talbot organizó pruebas a contrarreloj para los australianos, que fueron llevadas a cabo delante de los nadadores de la oposición tratando de intimidarles. O'Brien fijó un tiempo de 2 min 33 s. Según Talbot, esto tuvo un efecto psicológico negativo sobre los rivales de O'Brien. Cuando la competición empezó, O'Brien nadó un récord olímpico para ganar la primera prueba eliminatoria con 2,0 s. Fijó un tiempo de 2 min 31,4 s, reduciendo la última marca olímpica por 5,8 s, un indicio de cuánto el récord mundial había caído en los cuatro años precedentes. Sin embargo, acto seguido a la siguiente eliminatoria, Egon Henninger de Alemania bajó la marca y hacia el final de las pruebas eliminatorias O'Brien era el cuarto clasificado más rápido para las semifinales, junto a Prokopenko y Jastremski que fijaron los tiempos más rápidos. O'Brien bajó el récord olímpico de Henninger ganando la segunda semifinal con un tiempo de 2 min 28,7 s, después de que Jastremski hubiera ganado la primera semifinal con un tiempo de 3,4 s más lento que el de O'Brien. Esto convirtió a O'Brien en el clasificado más rápido para la final, con un tiempo de 1,0 s más rápido que el siguiente clasificado, Prokopenko, que era el segundo en la segunda semifinal. O'Brien planeó nadar la carrera a un ritmo equitativo y batir el récord separándose en la primera y segunda mitad de la carrera. Fue atento al no seguir a Jastremski, que era conocido por su estilo agresivo de salida, que en este caso, resultó en una primera mitad más rápida.
En la final, Jastremski atacó desde el principio tal y como se esperaba, mientras que O'Brien compitió con un característico ritmo constante. Después de ir cuarto en la mitad del recorrido por detrás de Jastremski, Prokopenko y Henninger, O'Brien se puso nervioso y  aceleró en los terceros 50 m y superó a Jastremski, dejando al americano en el cuarto lugar. Luego pasó a Henninger, antes de adelantar a Prokopenko.
La aceleración de O´Brien en la tercera prueba de natación significó que aun estando cansado al final, tuvo la fuerza suficiente para batir a Prokopenko en las últimas fases para ganar la medalla de oro estableciendo un nuevo récord mundial de tiempo 2 min 27,08 s  un margen de 0,4 s, llevando Jastremski los siguientes 1,4 s de retraso. O'Brien redujo su mejor marca personal por más de cuatro segundos durante los Juegos Olímpicos para hacerse con una inesperada victoria.
Los entrenadores australianos no optaron por O'Brien para las eliminatorias de 4 × 100 m relevo combinado; fue en cambio Peter Tonkin quién nadó la vuelta a braza. Los australianos quedaron en cuarta posición y estuvieron a tan solo 1,2 s de ser eliminados. En la final O'Brien entró en el equipo para competir junto con  Peter Reynolds , Berry y  Dickson. Después de la vuelta estilo espalda de Reynolds Australia quedó en sexto lugar: 3,4 s por detrás de los líderes americanos. O'Brien saltó y completó su vuelta en 1 min 7,8 s, una natación estilo braza superada solo por Henninger y Prokopenko. Esto hizo que Australia subiera a la cuarta posición, con 1,7 s de retraso respecto a los estadounidenses. Australia avanzó más para acabar siendo tercera después de Estados Unidos y Alemania con un tiempo de 4 min 2,3 s sin lograr la plata por tan solo 0,7 s.

## Etapa posterior
O'Brien completó un triplete de los 200 braza en el campeonato de Australia de 1965, pero un año en el que no había ninguna competición internacional, hizo tiempos inferiores de 1 min 11,1 s y 2 min 38,6 s respectivamente. Completó una cuarta victoria consecutiva de relevo combinado con la selección de Nueva Gales del Sur. En el campeonato de Australia de 1966, sus marcas bajaron de nuevo: 1 min 11,8 s y 2 min 41,6 s respectivamente, más de un 4% más lento que su marca personal. Aun así fue suficiente para mantener sus títulos y clasificarse para los  Juegos del Imperio Británico y de la Mancomunidad en Kingston, Jamaica. O'Brien fue criticado porque solo seis semanas antes del campeonato tenía un sobrepeso de 16 kg. Sin embargo él regresó a su plena forma para cuando el equipo llegó a Jamaica, donde él ganó las dos pruebas de natación a braza con unos tiempos de 1  min 8,2 s y 2 min 29,3 s respectivamente. Su serie de victorias 4 × 100 m relevo combinado terminó cuando los australianos fueron descalificados por un cambio ilegal.
En 1967 O'Brien se saltó el campeonato de Australia  porque no tenía patrocinador y se quedó sin dinero, lo cual le obligó a buscar trabajo de tiempo completo. En 1968 a pesar de que Graham Edwards  ganara el título nacional de 200 m braza, La Federación Australiana de Natación insistió a un O'Brien con sobrepeso, para que regresara. Tras someterse a una dieta de choque y a un programa de fitness, O'Brien perdió 12,7 kg en doce semanas de un entrenamiento intensivo. O'Brien no estaba capacitado para reclamar ninguno de sus individuales títulos australianos, pero Nueva Gales del Sur volvió a ganar el relevo combinado. Sin embargo, fue seleccionado para sus segundas Olimpiadas.
En los Juegos Olímpicos de Verano de 1968 de México, O’Brien quedó segundo en las eliminatorias de 200 m braza en un tiempo de 2 min 36,8 s, que le posicionó en decimotercer lugar. Le eliminaron, ya que tardó 2,9 s más que el último seleccionado para la final. El que finalmente ganó hizo el recorrido en 0,9 s más que O’Brien cuatro años antes. O’Brien tuvo más suerte en los recién introducidos 100 m braza al ganar las eliminatorias en un tiempo de 1 min 8,9 s, que le colocó en el segundo puesto para las semifinales. O’Brien consiguió entrar en la final tras haber acabado en segundo puesto en las semifinales, con un tiempo de 1 min 9,0 s. Quedó en el límite, ya que O’Brien fue el último clasificado y no pudo ser separado electrónicamente del noveno semifinalista más rápido, por lo que tuvieron que usar a jueces para decidir la clasificación. O’Brien acabó quedando en sexto lugar con un tiempo de 1 min 8,6 s.
O’Brien no consiguió una medalla en las competiciones de 4 &x;  100 m relevo combinado por muy poco. Junto con 
Michael Wenden, Robert Cusack y Karl Byrom, el cuarteto australiano ganó las eliminatorias y entró en la final como el quinto clasificado. En la final, el australiano nadó su vuelta en 1 min 8,6 s, que fue solo la quinta vuelta más rápida en estilo braza. Australia terminó cuarta en cada vuelta, excepto la de O’Brien, con la que quedaron terceros. Finalmente, Australia perdió la medalla de bronce por solo 0,1 s  a favor de la Unión Soviética. O’Brien admitió que su entrenamiento había sido insuficiente para el nivel de las Olimpiadas y apuntó que “tendría que haber añadido mil kilómetros más en el entrenamiento”. O’Brien también lamentó la ausencia de Talbot, quien le motivaba a entrenar y añadió que había tenido un accidente en la Villa Olímpica cuando al cerrar una ventana se cogió los dedos. Debido al reglamento, no estaba  permitido que se vendara la mano durante la competición.

## Fuera de la piscina
A la de edad de 21, O’Brien se retiró tras los Juegos Olímpicos de 1968, para poder dedicarse plenamente a ganarse la vida. Desde la muerte de su padre en 1962, la carrera como nadador de O’Brien había creado una considerable tensión económica en su familia, que obligó a su madre a vender la casa para poder llegar a fin de mes. O’Brien se vio obligado a dejar el instituto antes de completar el certificado de finalización, para poder trabajar envolviendo paquetes y así contribuir a los ingresos familiares. Siempre le había interesado los trabajos relacionados con el mundo audiovisual y al volver de las Olimpiadas de Tokio se aseguró un empleo como tramoyista para Channel Nine, en el cual estuvo 10 años. Después trabajó para Channel Ten durante dos años, y posteriormente para una campaña de producción independiente por otros dos años. En 1979, empezó Videopak, que se convirtió en una de las compañías privadas de documentales televisivos más grandes de Australia. Los platós de Videopak se usaron por compañías televisivas tanto públicas como privadas.